# شهرستان استارک (ایندیانا)
شهرستان استارک، ایندیانا (به انگلیسی: Starke County, Indiana) شهرستانی در ایالات متحده آمریکا است که در ایندیانا واقع شده‌است.

## خصوصیات
شهرستان استارک ۲۳٬۳۶۳ نفر جمعیت دارد و ۲۱۷٫۰۲ متر بالاتر از سطح دریا واقع شده‌است.